# آفاناسی فت
آفاناسی آفاناسیویچ فِت (روسی: Афана́сий Афана́сьевич Фет؛ ۵ دسامیر ۱۸۲۰ – ۳ دسامبر ۱۸۹۲) شاعر، مترجم، خاطره‌نویس، عضو آکادمی سن پترزبورگ و نثرنویس سده نوزدهم روسیه بود.

## پیشینه
او در پاییز ۱۸۲۰ در استان اریول چشم به جهان گشود. ابتدا نام خانوادگی او شنشین بود. بعد از سلب عنوان اشرافی از وی، نام خانوادگی فت را برای خود برگزید. در سال ۱۸۷۳ تزار الکساندر دوم دوباره این عنوان اشرافی را به او برگرداند، ولی چون شاعر در جامعه ادبی روسیه دیگر به فت معروف بود، تا پایان عمر همان فامیلی را به کار می برد. به عقیده نکراسوف، فت تنها شاعری است که می‌تواند با پوشکین رقابت کند. او غزلیات حافظ را به روسی ترجمه کرده است. از او به عنوان بهترین استاد غزل در ادبیات روسیه نام برده می‌شود.